# Bledsko jezero
Bledsko jezero (slov. Blejsko jezero) jest jezero ledenjačkog i tektonskog podrijetla u Julijskim Alpama u sjevernozapadnoj Sloveniji. Nalazi se u sklopu istoimene općine (Bled) 55 km od Ljubljane.
Dugo je 2120 m, a široko 1380 m s najvećom dubinom od 30,6 m. Jezero okružuju planine i šume. Na sjevernoj obali nalazi se srednjovjekovni zamak, a u sredini jezera nalazi se otok Bled, jedini prirodni otok u Sloveniji. Na otoku se nalazi nekoliko građevina od kojih je najznačajnija crkva Marijina Uzašašća sagrađena u 15. stoljeću.

## Geografija i povijest
Bledsko jezero bilo je važno kultno središte tijekom brončanog doba. U naslagama uz obalu jezera pronađen je zlatni anakit iz 13. – 12. stoljeća pr. Kr. Smatra se da reljefni ukrasi na nakitu predstavljaju sunčeve i mjesečeve godine. Slični nakit otkriven je u Švicarskoj, Bavarskoj i Mađarskoj, uglavnom u utvrđenim naseljima iz brončanog doba te u grobovima žena višeg društvenog statusa.
Srednjovjekovni Bledski dvorac izgrađen je na vrhu litice na sjevernoj obali jezera, a danas je u njemu smješten zavičajni muzej. Dolina Zaka nalazi se na zapadnom kraju jezera. Stoljećima su Europljani hrlili na obale Bledskog jezera kako bi uživali u ljekovitim blagodatima i rekreaciji. Car Henrik II., vladar Svetog Rimskog Carstva, toliko je uživao u jezeru da je 1004. dao sagraditi Bledski dvorac pa ga dodijelio kao posjed. Danas je dvorac popularna turistička atrakcija.
Godine 1966., 1979., 1989. i 2011. na Bledskom jezeru održana su Svjetska prvenstva u veslanju.

## Bledski otok
Na jezeru je smješten Bledski otok (slo. Blejski otok), na kojemu je izgrađeno nekoliko građevina, a glavna je hodočasnička crkva posvećena Uznesenju Marijinu (slo. Cerkev Marijinega vnebovzetja) sagrađena u današnjem obliku krajem 17. stoljeća. Ukrašena je ostatcima gotičkih freski iz oko 1470. godine na koru te bogatim baroknim namještajem.
Crkva ima 52 m visok zvonik i barokno stubište iz 1655. s 99 kamenih stuba koje vode do građevine. U crkvi se redovito održavaju vjenčanja. Tradicijski se smatra srećom da mladoženja nosi svoju nevjestu uz stube na dan njihova vjenčanja prije nego što zazvoni zvono i zaželi želju u crkvi. Tradicijski prijevoz do Bledskog otoka je drveni čamac poznat kao pletna. Riječ pletna je posuđenica iz bavarskog njemačkog Plätten "čamac s ravnim dnom". Neki izvori tvrde da se pletna koristila u Bledskom jezeru već 1150. godine, ali većina povjesničara datira prve čamce u 1590. godini.
Po obliku slična talijanskim gondolama, pletna obično prima 20 putnika. Moderni čamci još uvijek se izrađuju ručno, a prepoznatljivi su po šarenim sjenilima. Veslači iz Pletne koriste se tehnikom stehrudder za pogon i navigaciju čamcima preko jezera pomoću dva vesla. Uloga veslača datira iz 1740. godine, kada je Marija Terezija Austrijska dodijelila dvadeset dvjema lokalnim obiteljima ekskluzivno pravo prijeboza hodočasnika brodom preko Bledskog jezera na bogoslužje na Bledskom otoku. Pravo su dobile one seljačke obitelji koje su imale u vlasništvu najmanje plodna poljoprivredna zemljišta. Profesija je još uvijek ograničena, a mnogi moderni veslači potječu izravno iz izvorne 22 obitelji.

## Gastronomija
Gastronomski specijalitet ovog područja jest kremšnita (slo.: kremna rezina, njem.: Cremeschnitte), koju su slovenske vlasti 2016. proglasile zaštićenim jelom s oznakom podrijetla. Izvorna slovenska kremšnita datira još iz habsburškog doba. Sadašnji "službeni" recept osmislio je 1953. godine Ištvan Lukačević, nekadašnji voditelj slastičarne hotela "Park".
Procjenjuje se da je u posljednjih 60 godina u slastičarnici hotela "Park" pripremljeno 12 milijuna kremšnita.

## Galerija
- Bledski otok s crkvom (lijevo) i Bledskim dvorcem (desno)
- Bledski otok
- Panorama Bledskoga jezera s Bledskim otokom i dvorcem u pozadini.
- Zlatni nakit iz kasnoga brončanog doba pronađen u jezeru (13. –12. stoljeće pr. Kr.).[17]
- Moderna pletna vozi turiste po jezeru.

## Vanjske poveznice
|  | Zajednički poslužitelj ima još gradiva o temi Bledsko jezero |

- Bledsko jezero